# Ирландия на «Детском Евровидении»
Ирландия участвовала в конкурсе песни «Детское Евровидение» девять раз с момента своего первого выступления на конкурсе 2015 года в Софии, Болгария. Ирландская телекомпания TG4 отвечает за участие страны на конкурсе и использует национальный отбор «Junior Eurovision Éire» для выбора ирландского участника. В 2020 году ирландский вещатель снялся с конкурса из-за пандемии COVID-19. На следующий год страна вернулась к участию.
С момента своего дебюта в 2015 году, Ирландия один раз попадала в пятёрку лучших: в 2022 году, когда страну представляла Софи Леннон с песней «Solas» и заняла 4 место. На данный момент, это лучший результат страны на конкурсе.
Несмотря на то, что в Ирландии английский язык имеет статус официального языка, существует требование, что песня должна быть исполнена в основном на ирландском языке.

## История
2 июля 2014 года ирландский телеканал TG4 объявил, что страна всерьёз рассматривает возможность участия в этом году в конкурсе. Однако из-за отказа Ирландской вещательной корпорации (BAI) в предоставлении средств для участия в конкурсе, дебют Ирландии на «Детском Евровидении – 2014» в Марсе не состоялся.
23 марта 2015 года было объявлено, что страна дебютирует на конкурсе в Софии. Первой представительницей Ирландии стала Эйми Бэнкс песней «Réalta na Mara». Девочка заняла двенадцатое место из семнадцати возможных.
В 2016 году в Валлетте Зена Доннелли выступила с песней «Bríce Ar Bhríce». Она финишировала на 10 месте, что было лучшим результатом страны до конкурса 2022 года.
В январе 2020 года Ирландия подтвердила своё участие в «Детском Евровидении – 2020» в Варшаве. Однако 4 августа было объявлено об отказе от участия в конкурсе из-за пандемии COVID-19. 
9 февраля 2021 года вещатель объявил о возвращении Ирландии на «Детское Евровидение». Представителем был выбран Маю Леви Лаулор с песней «Saor». На конкурсе в Париже Маю финишировал на предпоследнем, 18 месте, что является худшим результатом страны на данный момент.
На «Детском Евровидении – 2022» в Ереване участницей от Ирландии была Софи Леннон с песней «Solas». По итогам голосования, Софи заняла 4 место со 150 баллами, что является лучшим результатом страны на конкурсе за всю историю её участия.

### Junior Eurovision Éire
«Junior Eurovision Éire» — это ирландское телевизионное шоу, которое служит национальным отбором для выбора ирландского участника и песни на «Детское Евровидение» с момента дебюта страны. В период с 2015 по 2018 год с помощью шоу выбиралась как песня, так и исполнитель, но начиная с 2019 года с помощью шоу выбирается только исполнитель, а песня выбирается внутренне.
С 2015 по 2019 год ведущим шоу был Эоган Макдермотт. С 2021 года шоу ведёт Луиза Кантильон.

## Участники
Победитель
     Второе место
     Третье место
     Четвёртое место
     Пятое место
     Последнее место
     Не участвовала или была дисквалифицирована
     Несостоявшееся участие
| 2015                       | София    | Эйми Бэнкс        | «Réalta na Mara»   | «Звезда моря»            | Ирландский             | 12 | 36  |
| 2016                       | Валлетта | Зена Доннелли     | «Bríce Ar Bhríce»  | «Кирпичик за кирпичиком» | Ирландский, английский | 10 | 122 |
| 2017                       | Тбилиси  | Мюренн Макдоннелл | «Súile Glasa»      | «Зелёные глаза»          | Ирландский             | 15 | 54  |
| 2018                       | Минск    | Тейлор Хайнс      | «IOU»              | «Я тебе должен»          | Ирландский             | 15 | 48  |
| 2019                       | Гливице  | Анна Керни        | «Banshee»          | «Банши»                  | Ирландский             | 12 | 73  |
| Не участвовала в 2020 году |          |                   |                    |                          |                        |    |     |
| 2021                       | Париж    | Маю Леви Лаулор   | «Saor» (Disappear) | «Свободный» (Исчезнуть)  | Ирландский             | 18 | 44  |
| 2022                       | Ереван   | Софи Леннон       | «Solas»            | «Свет»                   | Ирландский             | 4  | 150 |
| 2023                       | Ницца    | Джессика Маккин   | «Aisling»          | «Мечта»                  | Ирландский             | 16 | 42  |
| 2024                       | Мадрид   | Эния Кокс Демпси  | «Le Chéile»        | «Вместе»                 | Ирландский             | 15 | 55  |
| 2025                       | Тбилиси  |                   |                    |                          |                        |    |     |

### Фотогалерея

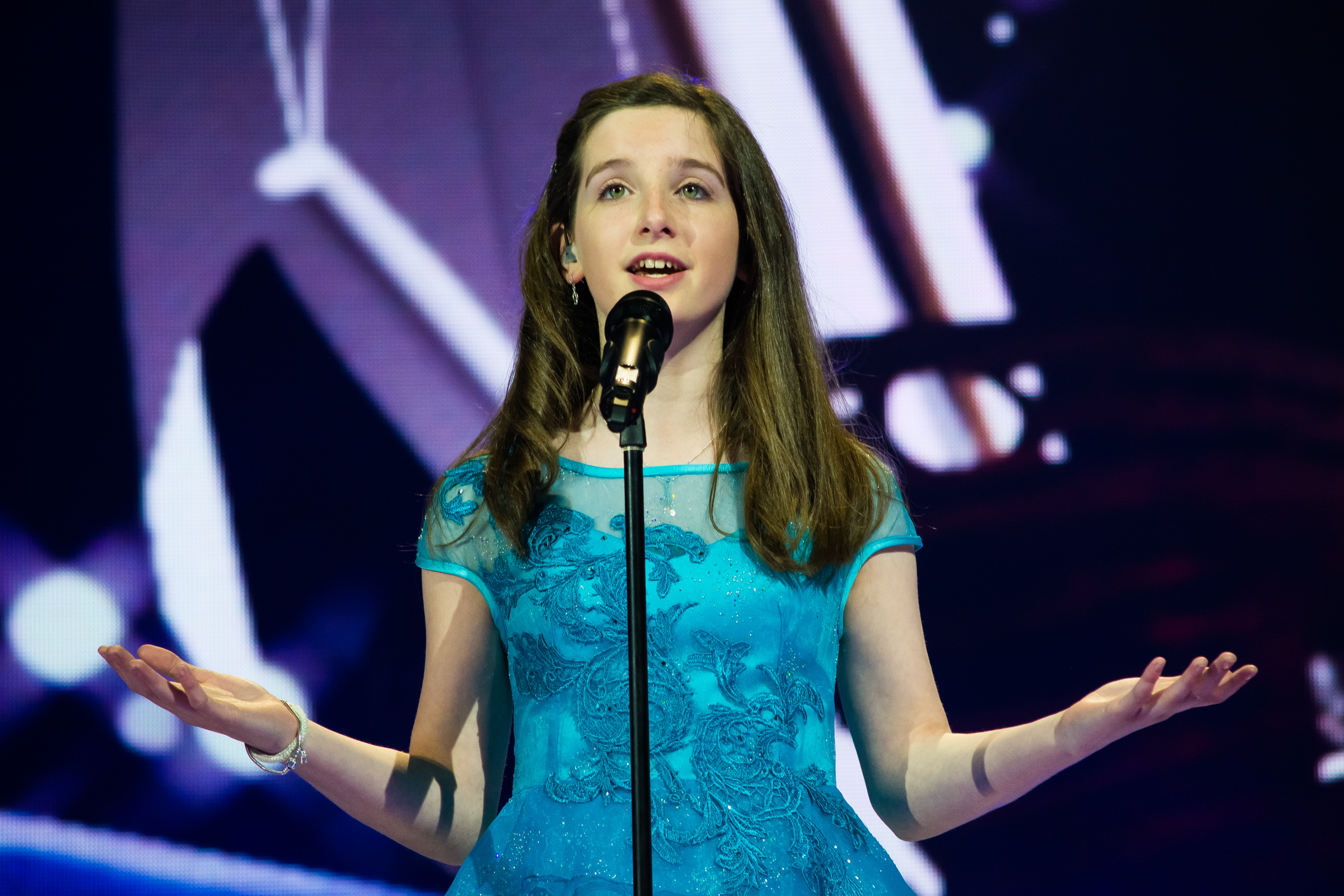
Эйми Бэнкс в Софии (2015)
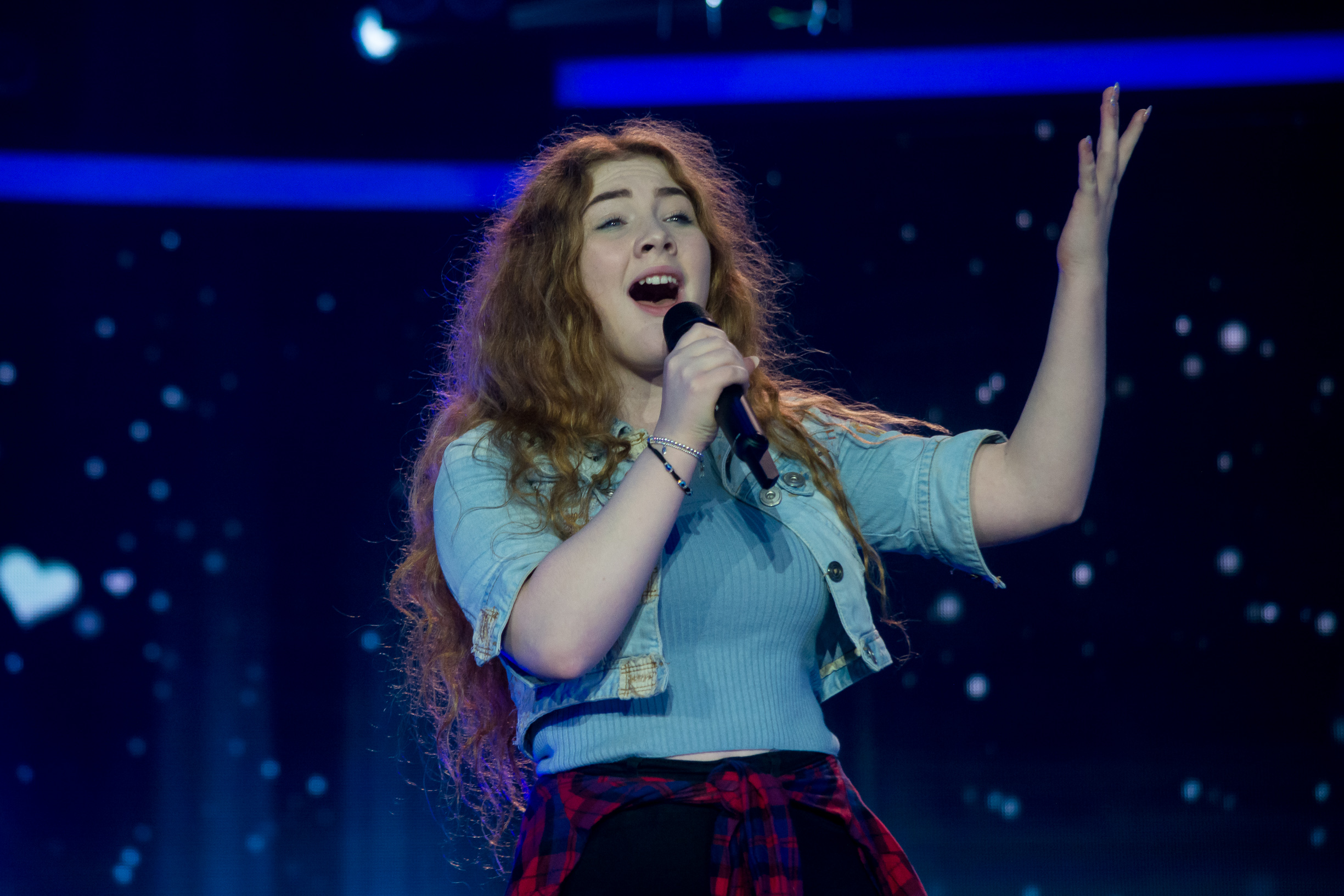
Зена Доннелли в Валетте (2016)
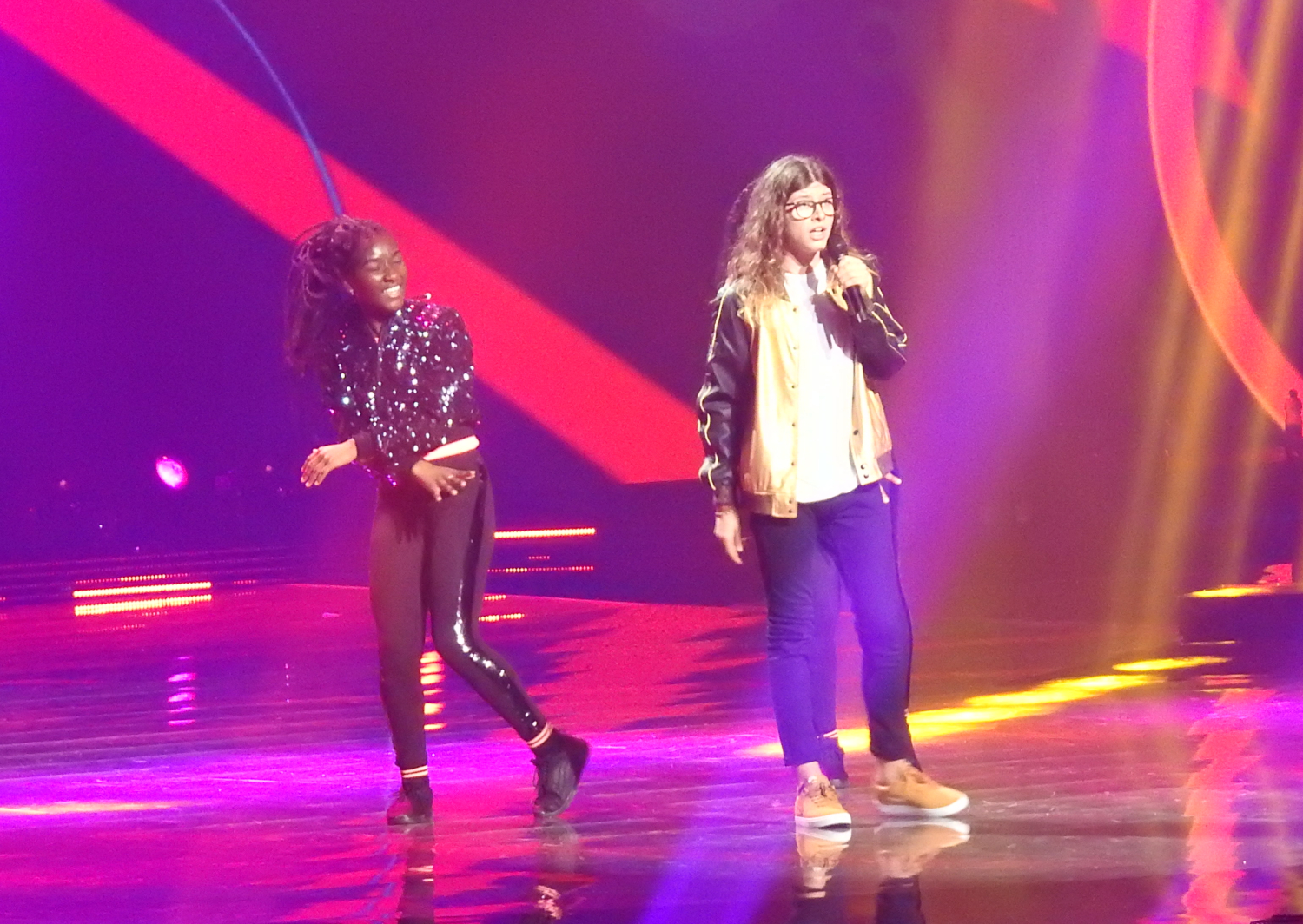
Тейлор Хайнс в Минске (2018)
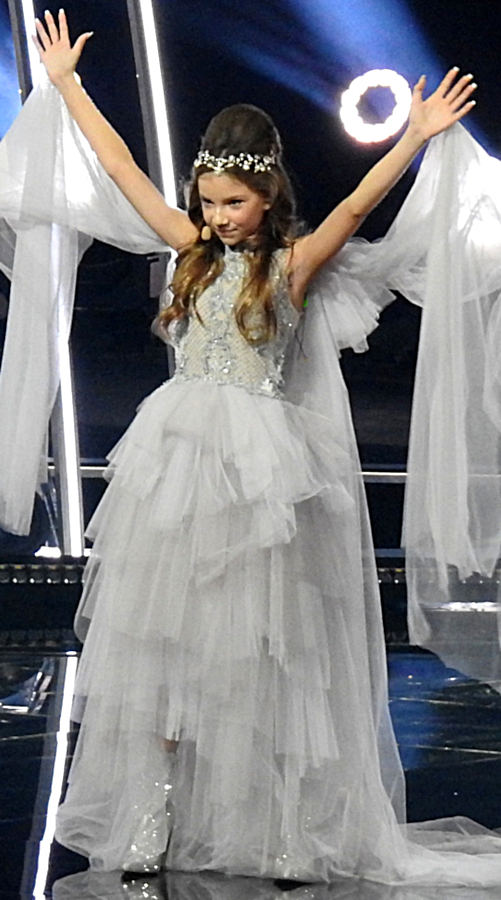
Анна Керни в Гливице (2019)
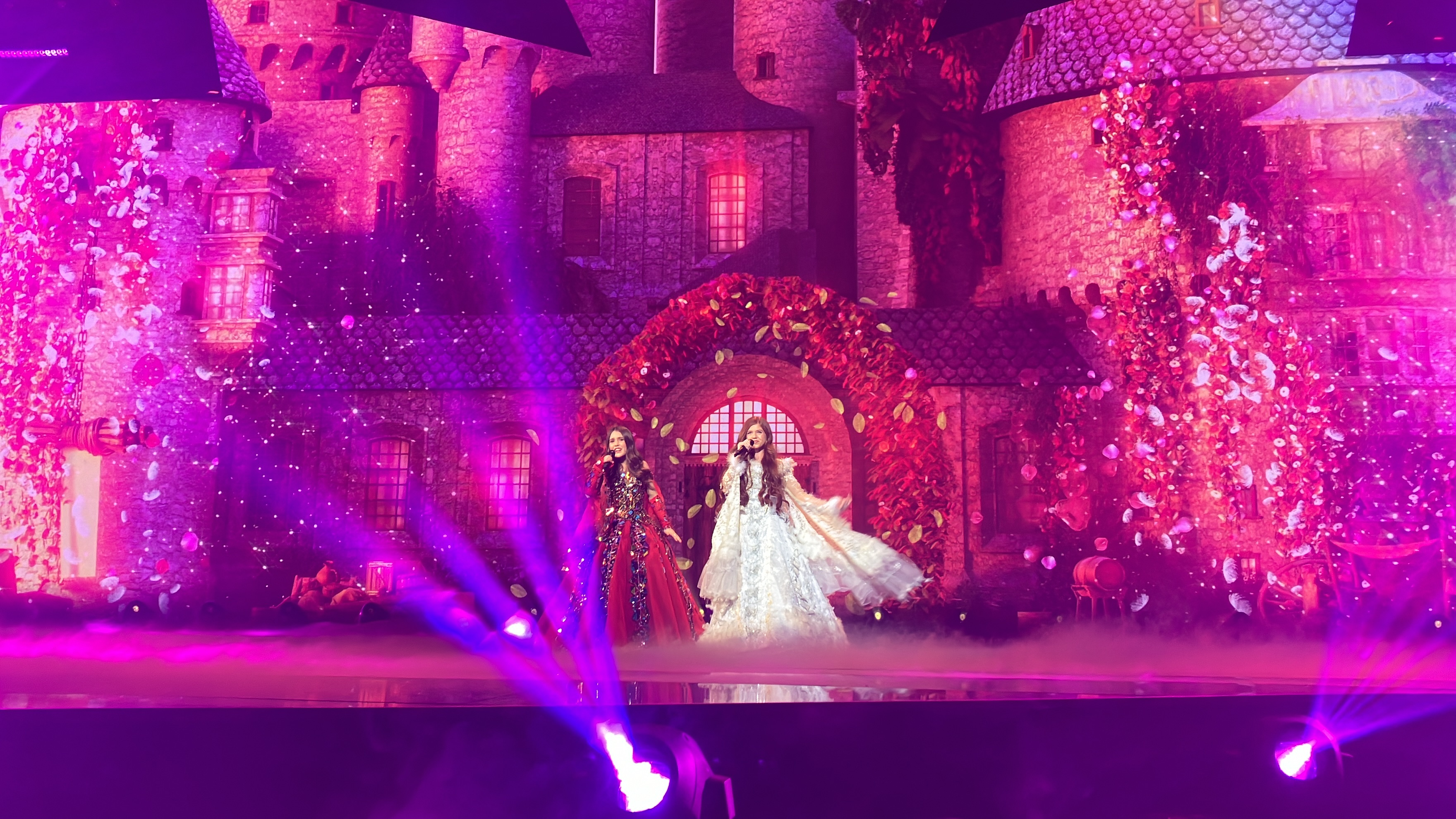
Джессика Маккин в Ницце (2023)

## Родные города ирландских участников
Сразу двое ирландских представителей, Тейлор Хайнс и Анна Керни, родились в столице Ирландии — Дублине, но в настоящее время проживают в других населённых пунктах. Тейлор живёт в ирландском посёлке Клони графства Мит в провинции Ленстер, а Анна в пригороде Фоксрок графства Дун-Лэаре-Ратдаун, которое также находится в провинции Ленстер.
Софи Леннон, родившаяся в деревне Майобридж графства Даун в провинции Ольстер, стала первой участницей из Северной Ирландии на «Детском Евровидении».
| Страна            | Провинция | Графство          | Населённый пункт | Участник          |
| ----------------- | --------- | ----------------- | ---------------- | ----------------- |
| Ирландия          | Коннахт   | Голуэй            | п. Мойкаллен     | Эйми Бэнкс        |
| Ирландия          | Ленстер   | Дублин            | г. Дублин        | Анна Керни        |
| Ирландия          | Ленстер   | Дублин            | г. Дублин        | Тейлор Хайнс      |
| Ирландия          | Ленстер   | Дун-Лэаре-Ратдаун | пр. Блэкрок      | Зена Доннелли     |
| Ирландия          | Ленстер   | Килкенни          | п. Каслкомер     | Эния Кокс Демпси  |
| Ирландия          | Ленстер   | Уиклоу            | г. Грейстонс     | Маю Леви Лаулор   |
| Ирландия          | Ленстер   | Фингал            | п. Скеррис       | Мюренн Макдоннелл |
| Ирландия          | Ольстер   | Донегол           | п. Лиффорд       | Джессика Маккин   |
| Северная Ирландия | Ольстер   | Даун              | д. Майобридж     | Софи Леннон       |

## Комментаторы и глашатаи
Конкурсы транслируются онлайн по всему миру через официальный сайт песенного конкурса «Детское Евровидение» и YouTube-канал. Ирландская телекомпания TG4 присылает на каждый конкурс своих комментаторов, чтобы они комментировали конкурс на ирландском языке. Глашатаи также самостоятельно выбираются национальным вещателем для того, чтобы объявлять баллы от Ирландии. Ниже в таблице приведена подробная информация о каждом комментаторе и глашатае, начиная с момента дебюта страны в 2015 году.
| Год  | Комментатор(ы)                      | Глашатай          |
| ---- | ----------------------------------- | ----------------- |
| 2015 | Стивен Фаррелл и Кейтлин Ник Аоид   | Анна Бэнкс        |
| 2016 | Эоган Макдермотт                    | Андреа Ледди      |
| 2017 | Эоган Макдермотт                    | Уолтер Маккейб    |
| 2018 | Майкл Сиарайд и Шинейд Ни Уаллачайн | Алекс Хайнс       |
| 2019 | Шинейд Ни Уаллачайн                 | Лео Керни         |
| 2020 | Не транслировала                    | Не участвовала    |
| 2021 | Луиза Кантильон                     | Рубен Леви Хакетт |
| 2022 | Шинейд Ни Уаллахайн                 | Холли Леннон      |
| 2023 | Шинейд Ни Уаллахайн                 | Луиза Маккин      |
| 2024 | Луиза Кантильон                     | Неизвестно        |
| 2025 |                                     |                   |

### Комментарии
1. ↑  Песня содержит одну фразу на латинском языке.
2. ↑  Несмотря на то, что название написано на английском языке, песня была полностью исполнена на ирландском языке.
3. ↑  В песне содержатся одна повторяющаяся фраза на английском и фразы на французском языках.